# Motore Simca Rush

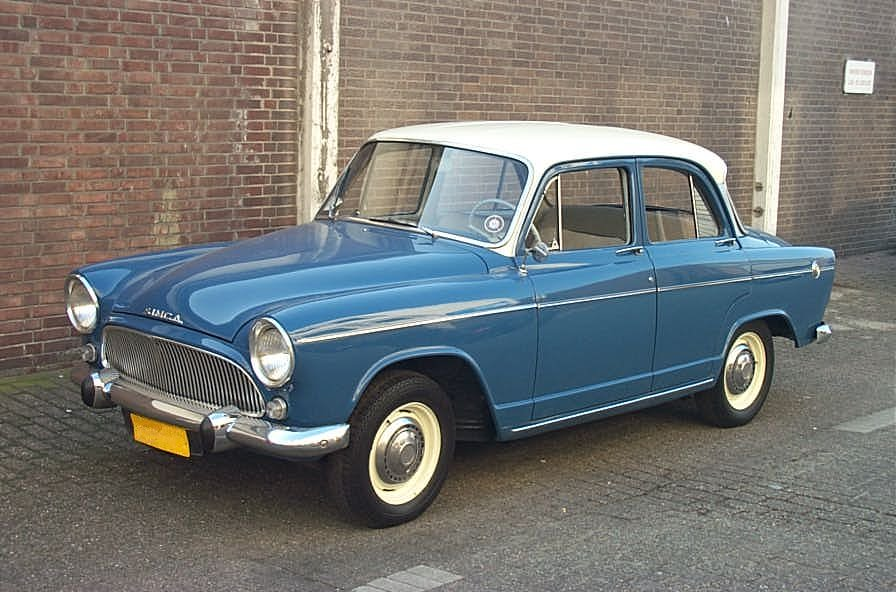
Il 1.3 Rush è stato montato sulle Aronde P60....

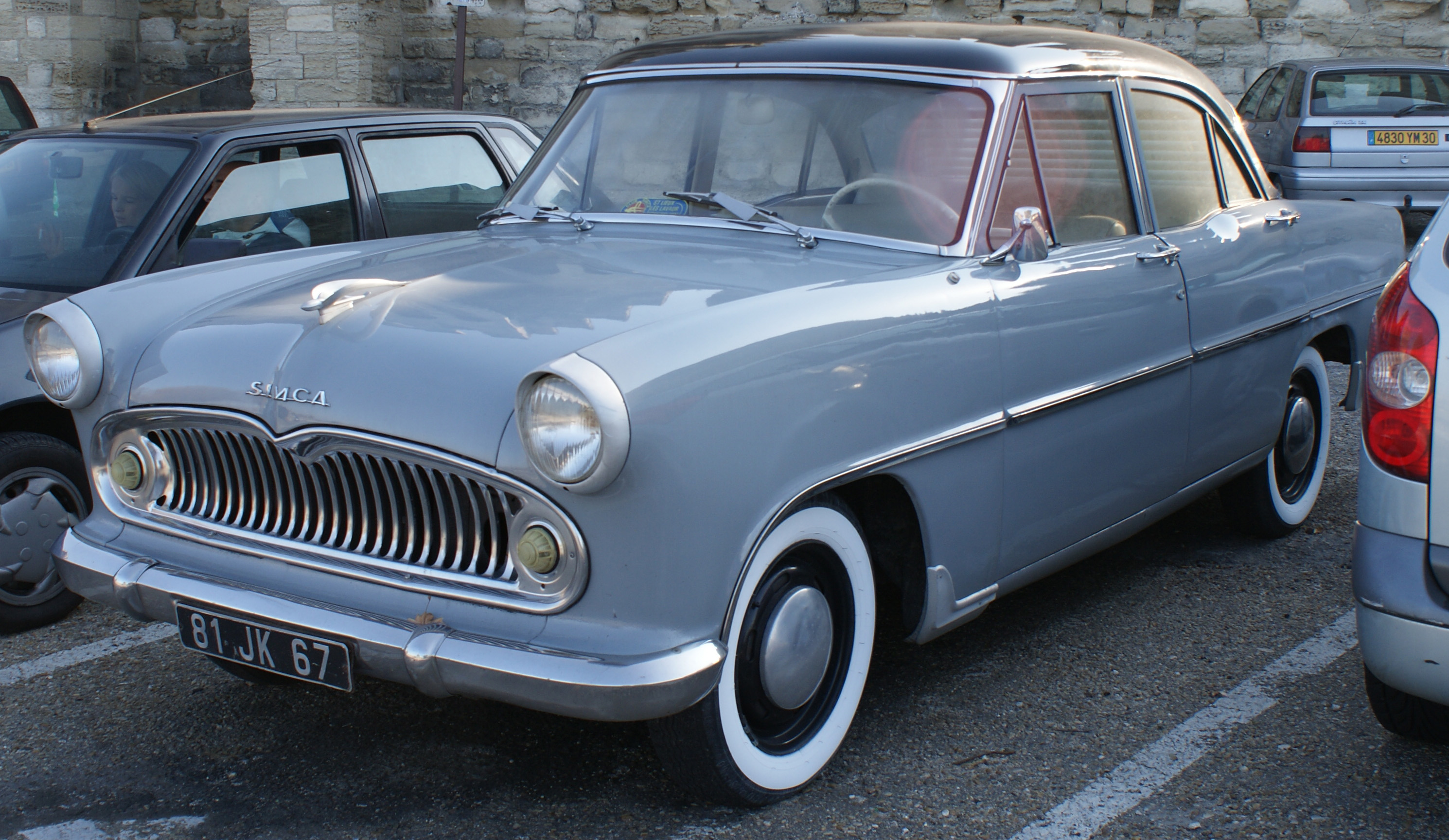
... sulla Ariane del 1959...

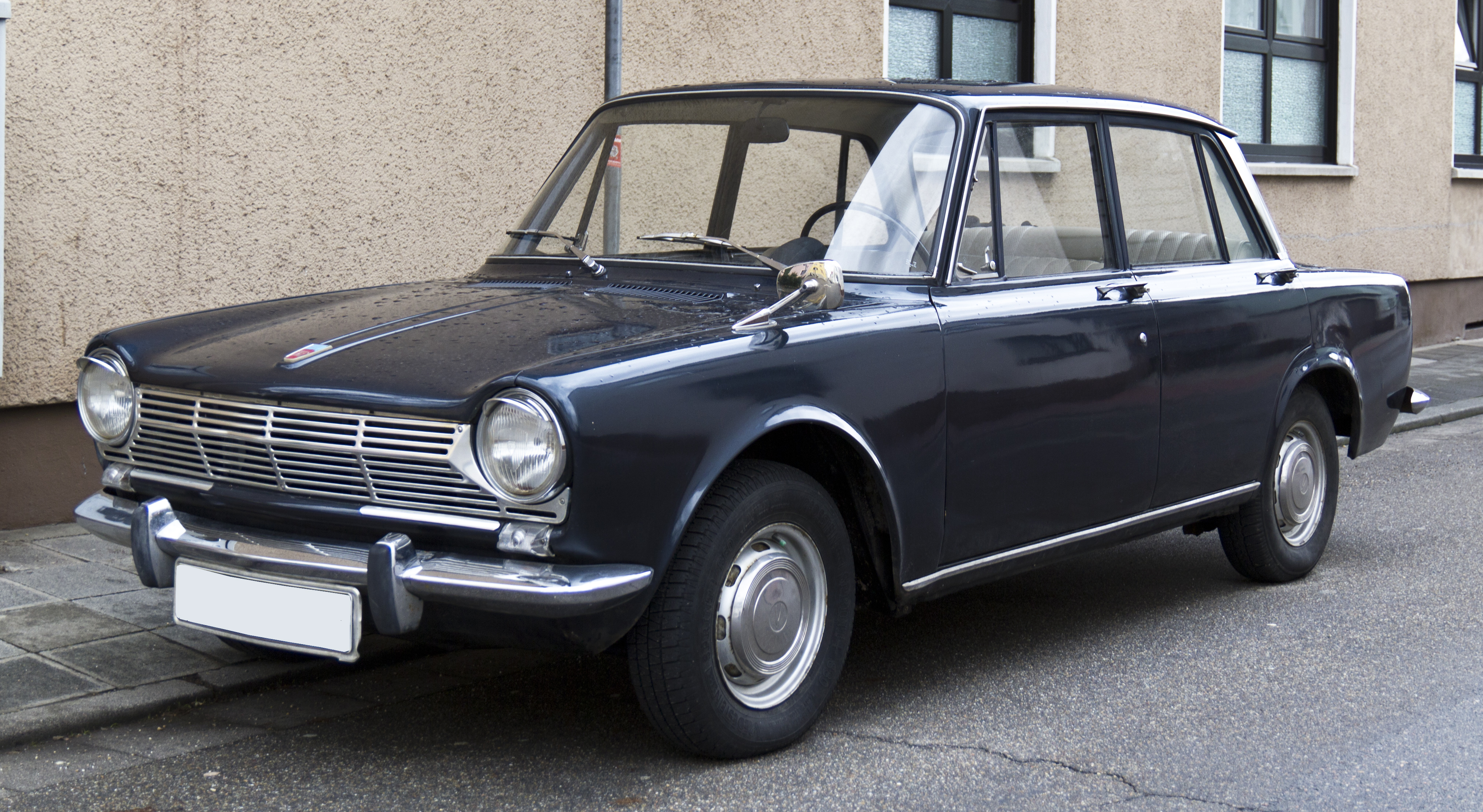
... sulla Simca 1300 del 1963...

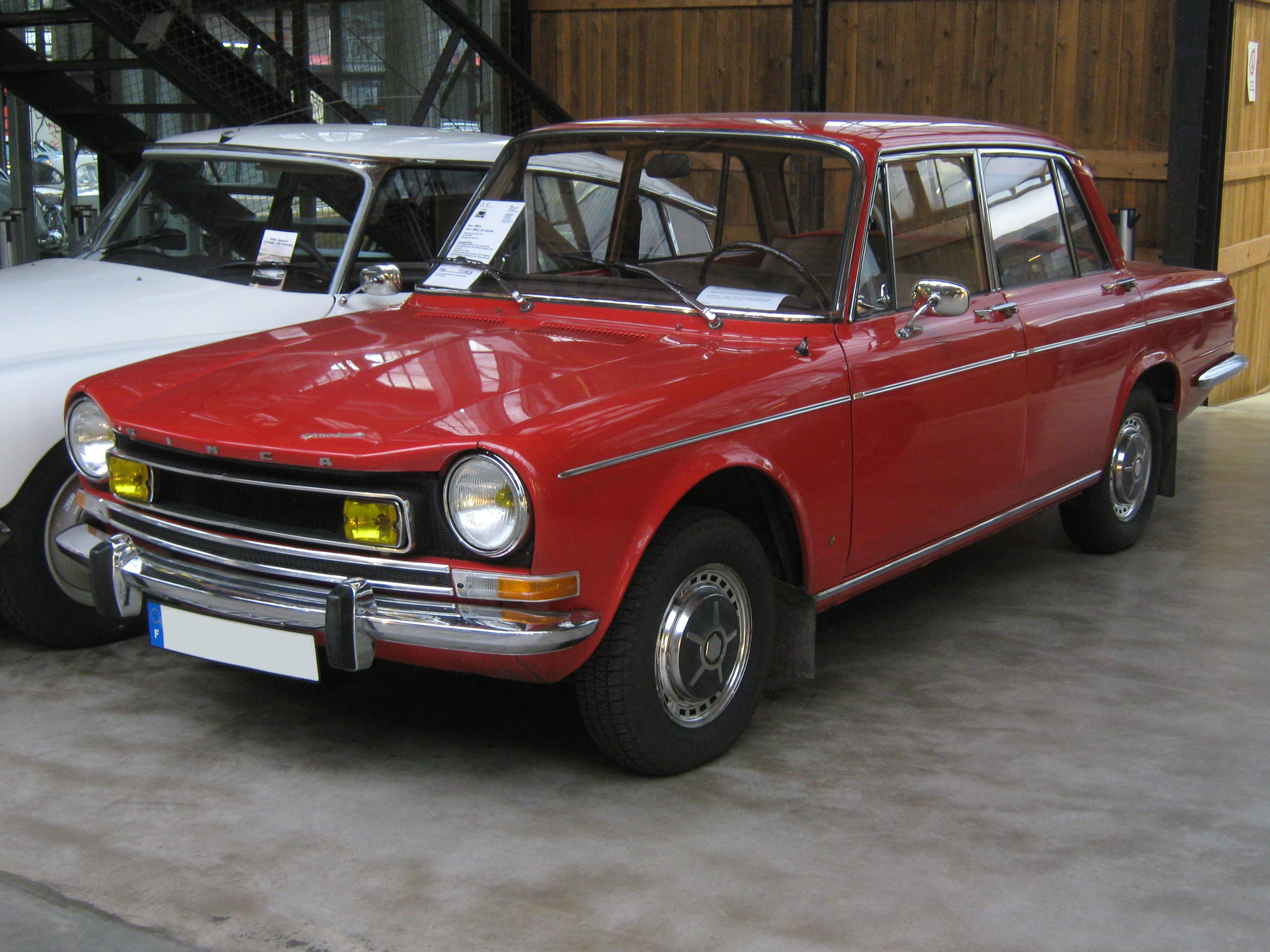
... e sulla 1301

I motori Simca Rush sono stati una piccola famiglia di motori a scoppio prodotti dal 1959 al 1969 dalla Casa automobilistica francese SIMCA.

## Caratteristiche
La famiglia dei motori Rush è composta da due versioni: una da 1.3 litri ed una da 1.1 litri, rispettivamente imparentate in maniera stretta con il motore Flash e con il motore Fiat da 1089 cm³ (codice interno della Casa: 312), rispetto ai quali sono state introdotte non poche novità (si stima che nel caso della versione 1.3 siano stati ben 172 i singoli pezzi cambiati nel passaggio da Flash a Rush). Dei motori che le versioni Rush vanno a sostituire, venne riproposta la tradizionale architettura a 4 cilindri in linea e le caratteristiche dimensionali di entrambi. Per il resto, cambiano invece numerosi particolari, come l'albero a gomiti su 5 supporti di banco anziché 3. È stata inoltre rivista la testata con nuove valvole e sedi delle valvole, ed ancora vi furono nuovi collettori di aspirazione e scarico ed un nuovo filtro olio di tipo centrifugo.

Dei motori Rush è esistita una sola variante da 1.1 litri e ben quattro da 1.3 litri:
- Variante da 1.1 litri: è la variante di base, nota anche come Rush 6CV, direttamente derivata dall'unità Fiat 103E.000 e  caratterizzata come quest'ultima da misure di alesaggio e corsa, pari a 68x75 mm, per una cilindrata complessiva di 1089 cm³. La potenza massima era di 42 CV a 4600 giri/min (contro i 40 CV a 4400 giri/min dell'unità che equipaggiava la Fiat 1100/103E). Questo motore fu montato sui modelli:
  - Simca Aronde Etoile 6 (1959-64);
  - Simca Aronde Etoile Super 6 (1961-64).
- Variante Rush 7CV: è la meno prestante fra le tre varianti della versione da 1.3 litri, nota anche con la sigla interna di motore 312. Questo motore deriva direttamente dal 1.3 Flash, del quale conserva le misure di alesaggio e corsa, pari a 74x75 mm, e la cilindrata di 1290 cm³. Con un rapporto di compressione pari a 7.5:1, la potenza massima raggiungeva i 52 CV a 4900 giri/min, mentre la coppia massima, non molto elevata, si fermava a 94 Nm a 2500 giri/min. Questo motore è stato montato su:
  - Simca Aronde Etoile 7 (1959-62);
  - Simca Aronde Elysée (1959-63);
  - Simca Aronde Châtelaine (1959-63);
- Variante Rush Super : in questa versione, simile al precedente 1.3 da 52 CV, la potenza raggiungeva 62 CV a 5200 giri/min, con una coppia massima di 98 Nm a 2600 giri/min. Le applicazioni di questo motore includono:
  - Simca Aronde Monthléry (1959-62);
  - Simca Aronde Monaco (1959-63);
  - Simca Plein Ciel (1959-61);
  - Simca Océane (1959-61);
  - Simca Aronde Ranch (1959-63);
  - Simca 1300 (1963-67).
- Variante Rush Super M: questa terza variante sulla base del 1.3 Rush è caratterizzata da un rapporto di compressione di 8.5:1, grazie al quale raggiungeva 70 CV a 5200 giri/min, con un picco di coppia motrice pari a 108 Nm a 2900 giri/min, ed è stata montata su:
  - Simca Aronde Montlhery Spéciale (1962-63);
  - Simca Aronde Monaco Spéciale (1961-62);
  - Simca 1301 (1967-69).
  - Simca Ariane Miramas (1960-63)
- Variante Rush Service: la quarta ed ultima variante del 1.3 Rush è stata invece utilizzata per le versioni commerciali della gamma Aronde, ed è stata perciò depotenziata per privilegiare la coppia ai bassi regimi. Pertanto la potenza massima era limitata a 48 CV a 4800 giri/min, mentre la coppia massima era di 88 Nm a 2800 giri/min. Questo motore ha trovato applicazione su:
  - Simca Aronde Commerciale e Messaggère (1959-63);
  - Simca Aronde Intendante (1959-63).

Il motore Rush è stato sostituito all'inizio del 1970 da un motore nuovo, non più imparentato con il Rush stesso, ma con il 1.5 2N2, e denominato 2L2.